# ユニバーサル・ワンダーランド
ユニバーサル・ワンダーランド（英: Universal Wonderland）は、ユニバーサル・スタジオ・ジャパンに2012年3月16日にオープンしたエリアの1つである。

## 概要

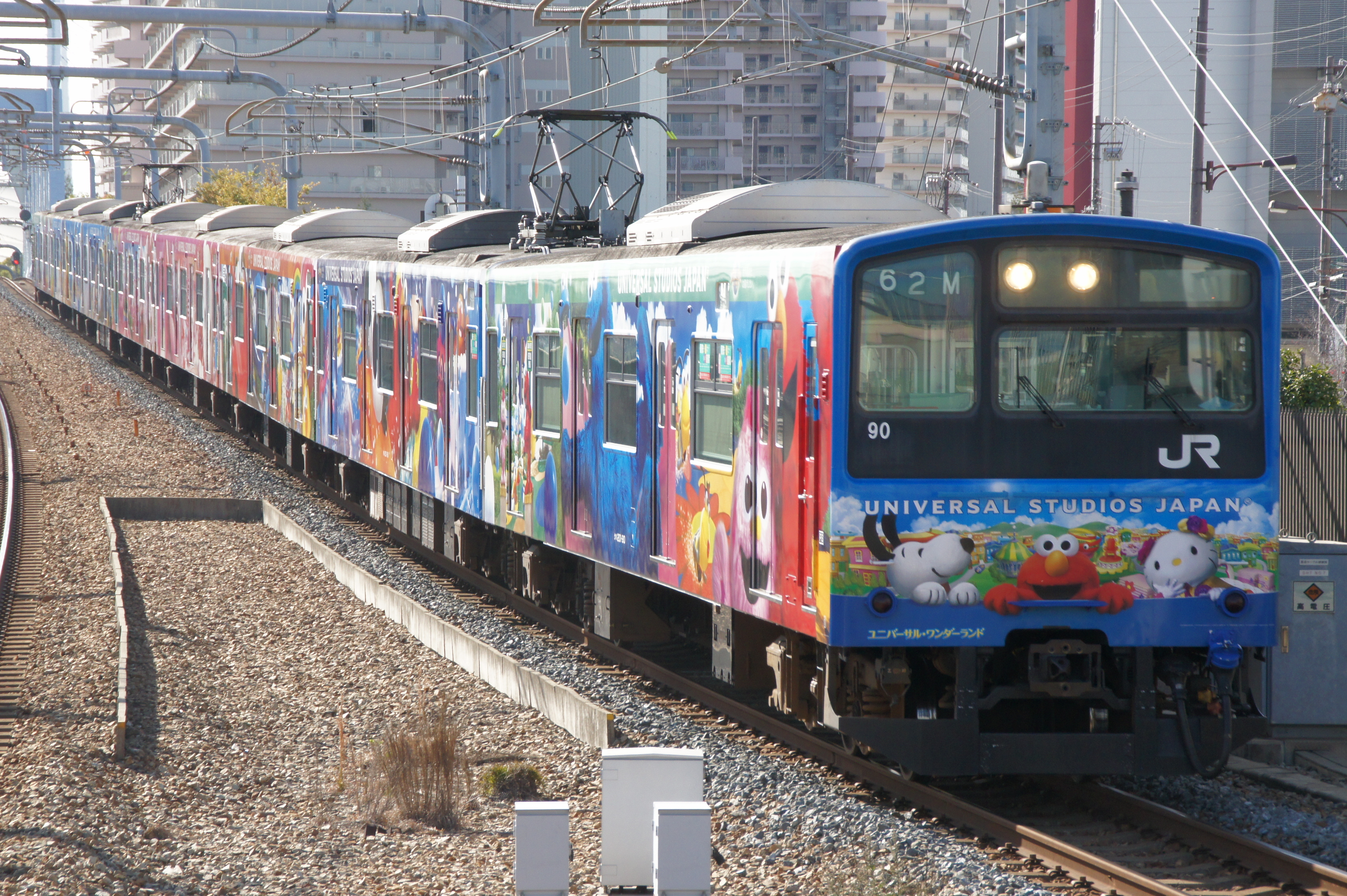
桜島線ユニバーサル・ワンダーランド号の
ラッピング車両（2014年）

ピーナッツ、ハローキティ、セサミストリートという世界的に人気のキャラクターたちが住む街をコンセプトにしたファミリーエリアとなっている。総面積約3万平方メートルのエリアにアトラクションやショップ、レストランなど30以上のエンターテイメントが集結している。
エリア内には、映画監督となったスヌーピーと一緒に撮影を行ったり、アトラクションを楽しむことができる「スヌーピー・スタジオ」、ハローキティの好きなリボンをテーマにした「ハローキティ・ファッション・アベニュー」、屋内と屋外に分かれ、アスレチックや水遊びなど体を使った体験ができる「セサミ・ストリート・ファン・ワールド」の3つのエリアに分かれ、子どもから大人まで体を動かしながらさまざまな体験をすることができる。
また、子供の視線を遮らない低木と木陰を作るための高さのある木を組み合わせたほか、小さな子供が転んでも痛くないように柔らかい地面で、大人が遊んでいる子どもを見守りながら休憩できるスペースも用意されている。そのため、子ども目線だけでなく大人目線も取り入れた進化型ファミリー向けエリアとなった。
オープン2日前の14日には、オープニングセレモニーが開催され、江角マキコと小林星蘭がゲストとして登壇した。
2015年3月18日、『新「ユニバーサル・ワンダーランド」』と題し、「エルモのゴーゴー・スケートボード」と「モッピーのバルーン・トリップ」を新設し、パークの仲間たちと一緒に身体を動かして楽しめるストリート・ショー「ポップ・アップ・パーティ!」も新たにスタートした。また、クッキーモンスターとクッキングを楽しめるユニークなプログラム「クッキーモンスターのくいしんぼうクッキング」、「スヌーピー・バックロット・カフェ」でのプログラム「スヌーピーのわくわくブレックファスト」も登場し、大幅にリニューアルオープンした。前日の17日にはプレスプレビューとオープニングセレモニーが行われ、織田信成がゲストとして登壇した。

## エリア
当エリアのエントランスから「ピーナッツ」、「ハローキティ」、「セサミストリート」の順にの3作品のエリアに分かれている。

### スヌーピー・スタジオ

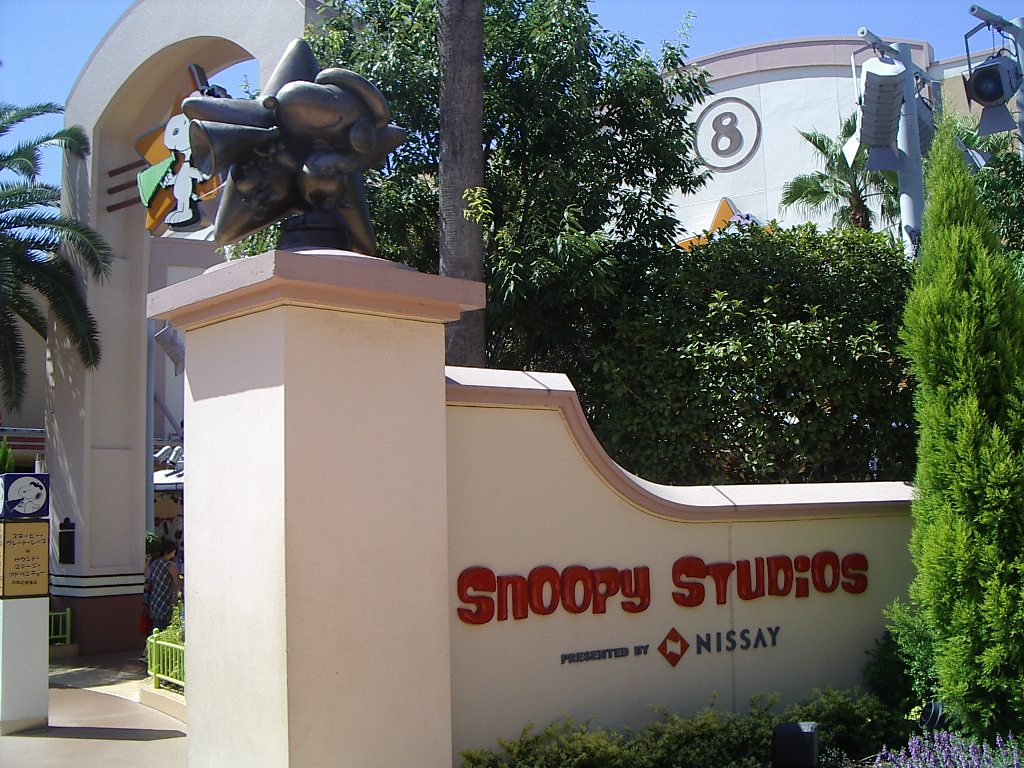
スヌーピー・スタジオ

スヌーピー・スタジオ（Snoopy Studios）は、パークオープン当初から存在していたエリア。新アトラクション「フライング・スヌーピー」を加えて、新しく生まれ変わった、スヌーピーが監督の映画スタジオ。

### ハローキティ・ファッション・アベニュー
ハローキティ・ファッション・アベニュー（Hello Kitty Fashion Avenue）は、ハローキティがプロデュースする、おしゃれがテーマのエリア。

### セサミストリート・ファン・ワールド
セサミストリートの仲間たちをテーマにしたユニバーサル・ワンダーランド内最大のエリア。このエリア内で3つのスペースから成り立っている。

#### セサミ・セントラルパーク
アスレチックやジャングルジムなど元気いっぱいに楽しめる遊び場が広がる。

#### セサミストリート・プラザ
小さな子供でもアトラクションを楽しめる屋外広場。

#### エルモのイマジネーション・プレイランド
6つのアトラクションやプレイゾーンが広がる屋内型プレイランド。

## 施設

### アトラクション

#### スヌーピー・スタジオ
- フライング・スヌーピー
- スヌーピー・サウンド・ステージ・アドベンチャー

#### ハローキティ・ファッション・アベニュー
- ハローキティのカップケーキ・ドリーム
- ハローキティのリボン・コレクション

#### セサミストリート・ファン・ワールド

##### セサミ・セントラルパーク
- エルモのゴーゴー・スケートボード[5]
- モッピーのバルーン・トリップ[5]
- セサミのビッグ・ドライブ
- アビーのマジカル・ツリー
- ウォーター・ガーデン
- クッキーモンスター・スライド
- アーニーのラバーダッキー・レース

##### セサミストリート・プラザ
- ビッグバードのビッグトップ・サーカス
- エルモのリトル・ドライブ

##### エルモのイマジネーション・プレイランド
- エルモのバブル・バブル
- バートとアーニーのワンダー・ザ・シー
- グローバーのコンストラクション・カンパニー
- ビッグバードのビッグ・ネスト
- モッピーのラッキー・ダンス・パーティ
- アビーのマジカル・パーティ

### レストラン

#### スヌーピー・スタジオ
- スヌーピー・バックロット・カフェ

#### ハローキティ・ファッション・アベニュー
- ハローキティのコーナーカフェ

### ショップ

#### スヌーピー・スタジオ
- スヌーピー・スタジオ・ストア

#### ハローキティ・ファッション・アベニュー
- ハローキティのリボン・ブティック
- ハローキティのフォト・ショップ

#### セサミストリート・ファン・ワールド
- セサミストリート・キッズ・ストア
- バート&アーニーのプロップショップ・ゲーム・プレイス

### サービス施設
- ファミリーサービス

### クローズした施設

#### アトラクション

##### スヌーピー・スタジオ
- ペパーミントパティのスタント・スライド[6]
- スヌーピー・プレイランド[7]
- スヌーピーのグレート・レース[8]

##### セサミストリート・ファン・ワールド
- アビーのマジカル・ガーデン
- ビッグバードのクライミング・ネスト

#### レストラン

##### ハローキティ・ファッション・アベニュー
- ハローキティのアップル・フライズ
- ハローキティのカップケーキ・ショップ[9]

## レストラン
- クッキーモンスター・キッチン[10]

## エンターテインメント
- ワンダーランド NO LIMIT! イースター・ジョイ

### 終了したエンターテインメント
- ポップ・アップ・パーティ！[5]
- クッキーモンスターのくいしんぼうクッキング
- スヌーピーのわくわくブレックファスト
- ワンダーランド・シーズンズ・ジョイ